# 阿什蘭 (喬治亞州)
阿什蘭（英語：Ashland）是位於美國喬治亞州富蘭克林縣的一個非建制地區。該地的面積和人口皆未知。

## 地理
阿什蘭的座標為34°19′32″N 83°21′21″W / 34.32556°N 83.35583°W，而該地的平均海拔高度為230米（即755英尺）。